# Молодіжний (Калузька область)
Молодіжний (рос. Молодёжный) — селище в Мещовському районі Калузької області Російської Федерації.
Населення становить 464 особи. Входить до складу муніципального утворення Селище Молодіжний.

## Історія
Від 2004 року входить до складу муніципального утворення Селище Молодіжний.

## Населення
| 2002 | 2010 |
| ---- | ---- |
| 384  | ↗464 |